# Miranda Makaroff
Miranda Makaroff (Barcelona, 11 d'agost de 1984) és una artista multidisciplinària catalana. Filla de la dissenyadora Lydia Delgado i del cantant Sergio Makaroff, va créixer en un món artístic que la va ajudar a ser el personatge polifacètic i multidisciplinari que és avui.
Va estudiar batxillerat artístic i art dramàtic entre Madrid i Barcelona durant set anys. Amb 18 anys, va debutar com a actriu a la pel·lícula “A la ciutat” de Cesc Gay, i el 2015 va participar en la pel·lícula Química i prou d'Alfonso Albacete. Als 22 anys es va traslladar a Madrid per continuar amb la seva escola d'interpretació i va crear el seu propi bloc anomenat “Hermanas Miranda”.
Musicalment, el 2010 Miranda va començar a punxar com a DJ per a clients com Loewe, Marc Jacobs, 212 Carolina Herrera, Michael Kors, Sony i d'altres. De la mateixa manera, se l'ha pogut veure el gener de 2020 a Miami durant els Globus d'Or punxant a la festa de W Magazine.
A més, com a dissenyadora, el 2011 va llençar la seva pròpia col·lecció, juntament amb Lydia Delgado, anomenada “Miranda for Lydia”. “Hermanas Miranda” ha arribat a convertir-se en la nova imatge de la campanya de Reebok Espanya i ha participat a les campanyes internacionals d'Eastpak i And Other Storie. El 2013 va col·laborar amb marques com Unisa i Brownie dissenyant càpsules úniques, i el 2018 va crear una col·lecció per Desigual.
Així mateix, té relació amb la premsa i se la veu amb freqüència a les revistes Vogue, Marie Claire, Glamour, Cosmopolitan, Grazia, Vanidad i Neo2, entre d'altres. També va ser fotografiada per Mario Testino per a l'edició del September Issue de Vogue Espanya i el 2015 es va convertir en la imatge de les campanyes d'estiu i hivern de la marca de calçat Sixtyseven.
Miranda també és coneguda per ser una influenciadora d'Instagram, on comparteix fotografies de la seva vida quotidiana, els seus viatges i les seves obres. Sovint publica a aquesta plataforma pintures, esdeveniments i exposicions que ha realitzat. La seva obra artística es va exposar per primera vegada a la Col·lectiva "Poder Planetario", al costat d'altres artistes com Blanca Miró o Pascal Moscheni.